# Nederlandse Dendrologische Vereniging
De Nederlandse Dendrologische Vereniging (NDV) is een vereniging die zich bezighoudt met dendrologie. De vereniging richt zich vooral op winterharde, houtige gewassen van de gematigde zone. Hierbij gaat het zowel om wilde soorten als gekweekte planten. De vereniging houdt zich bezig met de studie naar morfologie, taxonomie, herkomst, voorkomen in de natuur, geschiedenis en nomenclatuur van houtige gewassen. Daarnaast wil de vereniging bijdragen aan het in stand houden van verzamelingen en bedreigde boomsoorten. 
De vereniging werd in 1924 opgericht als de Nederlandsche Dendrologische Vereeniging door een aantal boomkwekers en tuinarchitecten die vonden dat het slecht was gesteld met de naamgeving van houtige gewassen in kwekerijen. Van 1928 tot 1962 was S.G.A. Doorenbos (1891-1980) voorzitter. Ter ere van hem werd in 1978 de zilveren S.G.A. Doorenbospenning geslagen, die elke vijf jaar wisselt van drager. De bronzen S.G.A. Doorenbospenning wordt uitgereikt aan personen met een buitengewone verdienste voor de vereniging en de dendrologie.
De vereniging organiseert diverse activiteiten voor zijn leden, waaronder cursussen, excursies, verkoop- en ruilbeurzen, ledenvergaderingen, (dia)lezingen, symposia en kampeerweekeinden. In samenwerking met de Koninklijke Vereniging voor Boskoopse Culturen (KVBC) geeft de NDV twee tijdschriften met betrekking tot dendrologie uit; het verenigingsblad Arbor Vitae (verschijnt vier keer per jaar) en het semi-wetenschappelijke jaarboek Dendroflora. De NDV heeft gezamenlijk met Arboretum Trompenburg een bibliotheek die in het bezoekerscentrum  van het arboretum is gevestigd. Deze bibliotheek is  te bezoeken op afspraak en er kunnen geen boeken worden uitgeleend. 
Op 11 juni 2024 werd in Hotel de Wereld de viering van het 100-jarig bestaan gevierd. Op deze plaats had ook 100 jaar eerder de oprichtingsvergadering plaats gevonden. Tijdens deze viering werd door de Commissaris van de Koning, Henri Lenferink, het predicaat Koninklijk uitgereikt aan de vereniging. 
De Wageningse burgemeester Floor Vermeulen is sinds 2024 beschermheer van de vereniging.
Sinds 2014 is Jos Koppen de voorzitter. 